# Roman Erëmenko
Roman Alekseevič Erëmenko (in russo Роман Алексеевич Ерёменко?; Mosca, 19 marzo 1987) è un calciatore finlandese, di origine russa, centrocampista del Gnistan.

## Biografia
È figlio di Aleksej Borisovič Erëmenko, ex giocatore dello Spartak Mosca, e fratello di Aleksej Alekseevič Erëmenko, anch'egli calciatore.

## Carriera

### Club
Cresciuto nel Jaro, nel 2006 è stato acquistato dall'Udinese, con cui debutta in Serie A il 10 settembre 2006 contro il Messina.
Il 31 gennaio 2007, nell'ultimo giorno della sessione invernale del calciomercato, lo acquista in prestito il Siena, ed in Toscana trova un suo estimatore, Mario Beretta, che lo fa giocare però solo 11 partite a causa della concorrenza di un altro ex giocatore dell'Udinese, Alberto Valentim. Nell'estate successiva fa ritorno ad Udine, ma in Friuli non riesce a trovare molto spazio, chiuso da giocatori come Inler, D'Agostino e Giampiero Pinzi, quindi Marino è costretto a dirottarlo nella squadra Primavera, dove è protagonista di un buon campionato. In serie A nel 2007-2008 colleziona solamente 7 presenze.
Il 18 agosto del 2008 passa in prestito alla Dinamo Kiev, con cui debutta in Champions League, realizzando anche una rete contro il Fenerbahçe il 10 dicembre nell'ultima gara del girone eliminatorio, che permette alla squadra di qualificarsi alla Coppa UEFA. Il 22 maggio 2009 la Dinamo Kiev lo riscatta dall'Udinese.
Il 18 novembre 2016 viene squalificato dalla UEFA per due anni, dopo essere stato trovato positivo alla cocaina in seguito alla partita di Champions League del 14 settembre pareggiata per 2-2 sul campo del Bayer Leverkusen. Nel dicembre 2016 la squalifica è estesa a tutte le competizioni. Il 6 marzo 2017 l'appello presentato dal calciatore è respinto.
Il 1º luglio 2017 rescinde il proprio contratto con il CSKA Mosca.
Il 10 agosto 2018 si accorda con lo Spartak Mosca, dove trova il fratello minore Sergej, nella squadra dove aveva militato il padre Aleksej. Il 7 ottobre 2018, all'indomani della scadenza della squalifica, esordisce con la squadra moscovita contro l'Enisej. L'8 gennaio 2019 rescinde il proprio contratto con lo Spartak.

### Nazionale
Ha debuttato nella Nazionale finlandese il 6 giugno 2007 nella vittoria 2-0 contro il Belgio. Conta anche diverse presenze nelle rappresentative giovanili finlandesi.

## Statistiche

### Presenze e reti nei club
Statistiche aggiornate al 23 febbraio 2021.
| Stagione            | Squadra             | Campionato          | Campionato | Campionato | Coppe nazionali | Coppe nazionali | Coppe nazionali | Coppe continentali | Coppe continentali | Coppe continentali | Altre coppe | Altre coppe | Altre coppe | Totale | Totale |
| Stagione            | Squadra             | Comp                | Pres       | Reti       | Comp            | Pres            | Reti            | Comp               | Pres               | Reti               | Comp        | Pres        | Reti        | Pres   | Reti   |
| ------------------- | ------------------- | ------------------- | ---------- | ---------- | --------------- | --------------- | --------------- | ------------------ | ------------------ | ------------------ | ----------- | ----------- | ----------- | ------ | ------ |
| 2003                | GBK Kokkola         | A                   | 3          | 0          | CF              | 0               | 0               | -                  | -                  | -                  | -           | -           | -           | 3      | 0      |
| 2004                | Jaro                | A                   | 6          | 1          | CF              | 0               | 0               | -                  | -                  | -                  | -           | -           | -           | 6      | 1      |
| 2005                | Jaro                | A                   | 13         | 2          | CF              | 0               | 0               | -                  | -                  | -                  | -           | -           | -           | 13     | 2      |
| Totale Jaro         | Totale Jaro         | Totale Jaro         | 19         | 3          |                 | 0               | 0               |                    |                    |                    |             |             |             | 19     | 3      |
| 2005-2006           | Udinese             | A                   | 0          | 0          | CI              | 0               | 0               | -                  | -                  | -                  | -           | -           | -           | 0      | 0      |
| 2006-2007           | Udinese             | A                   | 6          | 0          | CI              | 3               | 0               | -                  | -                  | -                  | -           | -           | -           | 9      | 0      |
| gen.-giu. 2007      | Siena               | A                   | 11         | 0          | CI              | -               | -               | -                  | -                  | -                  | -           | -           | -           | 11     | 0      |
| 2007-2008           | Udinese             | A                   | 7          | 0          | CI              | 4               | 0               | -                  | -                  | -                  | -           | -           | -           | 11     | 0      |
| Totale Udinese      | Totale Udinese      | Totale Udinese      | 13         | 0          |                 | 7               | 0               |                    |                    |                    |             |             |             | 20     | 0      |
| 2008-2009           | Dinamo Kiev         | PL                  | 19         | 1          | CU              | 3               | 0               | UCL+CU             | 6+7                | 1+0                | -           | -           | -           | 35     | 2      |
| 2009-2010           | Dinamo Kiev         | PL                  | 26         | 1          | CU              | 3               | 0               | UCL                | 6                  | 0                  | SU          | 1           | 0           | 36     | 1      |
| 2010-2011           | Dinamo Kiev         | PL                  | 26         | 3          | CU              | 3               | 0               | UCL+UEL            | 4+12               | 0+1                | -           | -           | -           | 45     | 4      |
| 2011-2012           | Dinamo Kiev         | PL                  | 6          | 0          | CU              | 1               | 0               | UCL+UEL            | 2+2                | 0                  | SU          | 1           | 0           | 12     | 0      |
| Totale Dinamo Kiev  | Totale Dinamo Kiev  | Totale Dinamo Kiev  | 77         | 5          |                 | 10              | 0               |                    | 39                 | 2                  |             | 2           | 0           | 128    | 7      |
| 2011-2012           | Rubin Kazan'        | PL                  | 21         | 2          | CR              | 4               | 1               | -                  | -                  | -                  | -           | -           | -           | 25     | 3      |
| 2012-2013           | Rubin Kazan'        | PL                  | 25         | 6          | CR              | 0               | 0               | UEL                | 10                 | 0                  | SR          | 1           | 0           | 36     | 6      |
| 2013-2014           | Rubin Kazan'        | PL                  | 27         | 3          | CR              | 1               | 0               | UEL                | 10                 | 4                  | -           | -           | -           | 38     | 7      |
| Totale Rubin Kazan' | Totale Rubin Kazan' | Totale Rubin Kazan' | 73         | 11         |                 | 5               | 1               |                    | 20                 | 4                  |             | 1           | 0           | 99     | 16     |
| 2014-2015           | CSKA Mosca          | PL                  | 25         | 13         | CR              | 2               | 0               | UCL                | 6                  | 0                  | -           | -           | -           | 27     | 13     |
| 2014-2015           | CSKA Mosca          | PL                  | 25         | 3          | CR              | 3               | 0               | UCL                | 7                  | 0                  | -           | -           | -           | 35     | 3      |
| 2016-2017           | CSKA Mosca          | PL                  | 9          | 3          | CR              | 0               | 0               | UCL                | 2                  | 1                  | SR          | 1           | 0           | 12     | 3      |
| Totale CSKA Mosca   | Totale CSKA Mosca   | Totale CSKA Mosca   | 59         | 19         |                 | 5               | 0               |                    | 15                 | 1                  |             | 1           | 0           | 80     | 20     |
| 2018-gen.2019       | Spartak Mosca       | PL                  | 4          | 0          | CR              | 1               | 0               | UEL                | 2                  | 0                  | -           | -           | -           | 7      | 0      |
| gen-giu 2019        | Rostov              | PL                  | 9          | 3          | CR              | 2               | 1               | -                  | -                  | -                  | -           | -           | -           | 11     | 4      |
| 2019-2020           | Rostov              | PL                  | 19         | 5          | CR              | 0               | 0               | -                  | -                  | -                  | -           | -           | -           | 19     | 5      |
| 2020-feb 2021       | Rostov              | PL                  | 16         | 1          | CR              | 1               | 0               | UEL                | 1                  | 0                  | -           | -           | -           | 18     | 1      |
| Totale Rostov       | Totale Rostov       | Totale Rostov       | 44         | 9          |                 | 3               | 1               |                    | 1                  | 0                  | -           | -           | -           | 48     | 10     |
| Totale carriera     | Totale carriera     | Totale carriera     | 289        | 47         |                 | 28              | 2               |                    | 77                 | 6                  |             | 4           | 0           | 395    | 55     |

### Cronologia presenze e reti in Nazionale
| Cronologia completa delle presenze e delle reti in nazionale ― Finlandia | Cronologia completa delle presenze e delle reti in nazionale ― Finlandia | Cronologia completa delle presenze e delle reti in nazionale ― Finlandia | Cronologia completa delle presenze e delle reti in nazionale ― Finlandia | Cronologia completa delle presenze e delle reti in nazionale ― Finlandia | Cronologia completa delle presenze e delle reti in nazionale ― Finlandia | Cronologia completa delle presenze e delle reti in nazionale ― Finlandia | Cronologia completa delle presenze e delle reti in nazionale ― Finlandia |
| Data                                                                     | Città                                                                    | In casa                                                                  | Risultato                                                                | Ospiti                                                                   | Competizione                                                             | Reti                                                                     | Note                                                                     |
| ------------------------------------------------------------------------ | ------------------------------------------------------------------------ | ------------------------------------------------------------------------ | ------------------------------------------------------------------------ | ------------------------------------------------------------------------ | ------------------------------------------------------------------------ | ------------------------------------------------------------------------ | ------------------------------------------------------------------------ |
| 6-6-2007                                                                 | Helsinki                                                                 | Finlandia                                                                | 2 – 0                                                                    | Belgio                                                                   | Qual. Euro 2008                                                          | -                                                                        |                                                                          |
| 22-8-2007                                                                | Tampere                                                                  | Finlandia                                                                | 2 – 1                                                                    | Kazakistan                                                               | Qual. Euro 2008                                                          | -                                                                        | 46’                                                                      |
| 13-10-2007                                                               | Bruxelles                                                                | Belgio                                                                   | 0 – 0                                                                    | Finlandia                                                                | Qual. Euro 2008                                                          | -                                                                        |                                                                          |
| 17-10-2007                                                               | Helsinki                                                                 | Finlandia                                                                | 0 – 0                                                                    | Spagna                                                                   | Amichevole                                                               | -                                                                        |                                                                          |
| 17-11-2007                                                               | Helsinki                                                                 | Finlandia                                                                | 2 – 1                                                                    | Azerbaigian                                                              | Qual. Euro 2008                                                          | -                                                                        | 80’                                                                      |
| 21-11-2007                                                               | Porto                                                                    | Portogallo                                                               | 0 – 0                                                                    | Finlandia                                                                | Qual. Euro 2008                                                          | -                                                                        | 69’                                                                      |
| 26-3-2008                                                                | Sofia                                                                    | Bulgaria                                                                 | 2 – 1                                                                    | Finlandia                                                                | Amichevole                                                               | -                                                                        | 84’                                                                      |
| 29-5-2008                                                                | Ankara                                                                   | Turchia                                                                  | 2 – 0                                                                    | Finlandia                                                                | Amichevole                                                               | -                                                                        |                                                                          |
| 2-6-2008                                                                 | Helsinki                                                                 | Finlandia                                                                | 1 – 1                                                                    | Bielorussia                                                              | Amichevole                                                               | -                                                                        |                                                                          |
| 20-8-2008                                                                | Helsinki                                                                 | Finlandia                                                                | 2 – 0                                                                    | Israele                                                                  | Amichevole                                                               | -                                                                        |                                                                          |
| 10-9-2008                                                                | Helsinki                                                                 | Finlandia                                                                | 3 – 3                                                                    | Germania                                                                 | Qual. Mondiali 2010                                                      | -                                                                        |                                                                          |
| 11-10-2008                                                               | Helsinki                                                                 | Finlandia                                                                | 1 – 0                                                                    | Azerbaigian                                                              | Qual. Mondiali 2010                                                      | -                                                                        | 79’                                                                      |
| 15-10-2008                                                               | Mosca                                                                    | Russia                                                                   | 3 – 0                                                                    | Finlandia                                                                | Qual. Mondiali 2010                                                      | -                                                                        | 66’                                                                      |
| 19-11-2008                                                               | Berna                                                                    | Svizzera                                                                 | 1 – 0                                                                    | Finlandia                                                                | Amichevole                                                               | -                                                                        | 46’                                                                      |
| 11-2-2009                                                                | Lisbona                                                                  | Portogallo                                                               | 1 – 0                                                                    | Finlandia                                                                | Amichevole                                                               | -                                                                        |                                                                          |
| 28-3-2009                                                                | Cardiff                                                                  | Galles                                                                   | 0 – 2                                                                    | Finlandia                                                                | Qual. Mondiali 2010                                                      | -                                                                        |                                                                          |
| 1-4-2009                                                                 | Oslo                                                                     | Norvegia                                                                 | 3 – 2                                                                    | Finlandia                                                                | Amichevole                                                               | -                                                                        |                                                                          |
| 6-6-2009                                                                 | Helsinki                                                                 | Finlandia                                                                | 2 – 1                                                                    | Liechtenstein                                                            | Qual. Mondiali 2010                                                      | -                                                                        |                                                                          |
| 10-6-2009                                                                | Helsinki                                                                 | Finlandia                                                                | 0 – 3                                                                    | Russia                                                                   | Qual. Mondiali 2010                                                      | -                                                                        | 72’                                                                      |
| 12-8-2009                                                                | Stoccolma                                                                | Svezia                                                                   | 1 – 0                                                                    | Finlandia                                                                | Amichevole                                                               | -                                                                        | 83’                                                                      |
| 5-9-2009                                                                 | Lankaran                                                                 | Azerbaigian                                                              | 1 – 2                                                                    | Finlandia                                                                | Qual. Mondiali 2010                                                      | -                                                                        |                                                                          |
| 9-9-2009                                                                 | Vaduz                                                                    | Liechtenstein                                                            | 1 – 1                                                                    | Finlandia                                                                | Qual. Mondiali 2010                                                      | -                                                                        |                                                                          |
| 10-10-2009                                                               | Helsinki                                                                 | Finlandia                                                                | 2 – 1                                                                    | Galles                                                                   | Qual. Mondiali 2010                                                      | -                                                                        |                                                                          |
| 14-10-2009                                                               | Amburgo                                                                  | Germania                                                                 | 1 – 1                                                                    | Finlandia                                                                | Qual. Mondiali 2010                                                      | -                                                                        |                                                                          |
| 3-3-2010                                                                 | Ta' Qali                                                                 | Malta                                                                    | 1 – 2                                                                    | Finlandia                                                                | Amichevole                                                               | 1                                                                        |                                                                          |
| 21-5-2010                                                                | Tallinn                                                                  | Estonia                                                                  | 2 – 0                                                                    | Finlandia                                                                | Amichevole                                                               | -                                                                        | 46’                                                                      |
| 29-5-2010                                                                | Cracovia                                                                 | Polonia                                                                  | 0 – 0                                                                    | Finlandia                                                                | Amichevole                                                               | -                                                                        | 90’                                                                      |
| 11-8-2010                                                                | Turku                                                                    | Finlandia                                                                | 1 – 0                                                                    | Belgio                                                                   | Amichevole                                                               | -                                                                        | 46’                                                                      |
| 3-9-2010                                                                 | Chișinău                                                                 | Moldavia                                                                 | 2 – 0                                                                    | Finlandia                                                                | Qual. Euro 2012                                                          | -                                                                        |                                                                          |
| 7-9-2010                                                                 | Rotterdam                                                                | Paesi Bassi                                                              | 2 – 1                                                                    | Finlandia                                                                | Qual. Euro 2012                                                          | -                                                                        | 33’                                                                      |
| 12-10-2010                                                               | Helsinki                                                                 | Finlandia                                                                | 1 – 2                                                                    | Ungheria                                                                 | Qual. Euro 2012                                                          | -                                                                        |                                                                          |
| 17-11-2010                                                               | Helsinki                                                                 | Finlandia                                                                | 8 – 0                                                                    | San Marino                                                               | Qual. Euro 2012                                                          | -                                                                        | 89’                                                                      |
| 9-2-2011                                                                 | Gand                                                                     | Belgio                                                                   | 1 – 1                                                                    | Finlandia                                                                | Amichevole                                                               | -                                                                        |                                                                          |
| 29-3-2011                                                                | Aveiro                                                                   | Portogallo                                                               | 2 – 0                                                                    | Finlandia                                                                | Amichevole                                                               | -                                                                        | 87’                                                                      |
| 7-6-2011                                                                 | Solna                                                                    | Svezia                                                                   | 5 – 0                                                                    | Finlandia                                                                | Qual. Euro 2008                                                          | -                                                                        |                                                                          |
| 10-8-2011                                                                | Riga                                                                     | Lettonia                                                                 | 0 – 2                                                                    | Finlandia                                                                | Amichevole                                                               | -                                                                        |                                                                          |
| 2-9-2011                                                                 | Helsinki                                                                 | Finlandia                                                                | 4 – 1                                                                    | Moldavia                                                                 | Qual. Euro 2012                                                          | -                                                                        |                                                                          |
| 6-9-2011                                                                 | Helsinki                                                                 | Finlandia                                                                | 0 – 2                                                                    | Paesi Bassi                                                              | Qual. Euro 2012                                                          | -                                                                        |                                                                          |
| 7-10-2011                                                                | Helsinki                                                                 | Finlandia                                                                | 1 – 2                                                                    | Svezia                                                                   | Qual. Euro 2012                                                          | -                                                                        |                                                                          |
| 11-10-2011                                                               | Budapest                                                                 | Ungheria                                                                 | 0 – 0                                                                    | Finlandia                                                                | Qual. Euro 2012                                                          | -                                                                        |                                                                          |
| 15-11-2011                                                               | Esbjerg                                                                  | Danimarca                                                                | 2 – 1                                                                    | Finlandia                                                                | Amichevole                                                               | -                                                                        | 45+2’                                                                    |
| 29-2-2012                                                                | Klagenfurt                                                               | Austria                                                                  | 3 – 1                                                                    | Finlandia                                                                | Amichevole                                                               | -                                                                        |                                                                          |
| 26-5-2012                                                                | Helsinki                                                                 | Finlandia                                                                | 3 – 2                                                                    | Turchia                                                                  | Amichevole                                                               | 1                                                                        |                                                                          |
| 15-8-2012                                                                | Belfast                                                                  | Irlanda del Nord                                                         | 3 – 3                                                                    | Finlandia                                                                | Amichevole                                                               | -                                                                        |                                                                          |
| 7-9-2012                                                                 | Helsinki                                                                 | Finlandia                                                                | 0 – 1                                                                    | Francia                                                                  | Qual. Mondiali 2014                                                      | -                                                                        |                                                                          |
| 11-9-2012                                                                | Teplice                                                                  | Rep. Ceca                                                                | 0 – 1                                                                    | Finlandia                                                                | Amichevole                                                               | -                                                                        | 90’                                                                      |
| 12-10-2012                                                               | Helsinki                                                                 | Finlandia                                                                | 1 – 1                                                                    | Georgia                                                                  | Qual. Mondiali 2014                                                      | -                                                                        |                                                                          |
| 6-2-2013                                                                 | Netanya                                                                  | Israele                                                                  | 2 – 1                                                                    | Finlandia                                                                | Amichevole                                                               | -                                                                        |                                                                          |
| 22-3-2013                                                                | Gijón                                                                    | Spagna                                                                   | 1 – 1                                                                    | Finlandia                                                                | Qual. Mondiali 2014                                                      | -                                                                        |                                                                          |
| 26-3-2013                                                                | Lussemburgo                                                              | Lussemburgo                                                              | 0 – 3                                                                    | Finlandia                                                                | Amichevole                                                               | -                                                                        |                                                                          |
| 7-6-2013                                                                 | Helsinki                                                                 | Finlandia                                                                | 1 – 0                                                                    | Bielorussia                                                              | Qual. Mondiali 2014                                                      | -                                                                        |                                                                          |
| 11-6-2013                                                                | Homel'                                                                   | Bielorussia                                                              | 1 – 1                                                                    | Finlandia                                                                | Qual. Mondiali 2014                                                      | -                                                                        | 9’                                                                       |
| 14-8-2013                                                                | Turku                                                                    | Finlandia                                                                | 2 – 0                                                                    | Slovenia                                                                 | Amichevole                                                               | -                                                                        |                                                                          |
| 6-9-2013                                                                 | Helsinki                                                                 | Finlandia                                                                | 0 – 2                                                                    | Spagna                                                                   | Qual. Mondiali 2014                                                      | -                                                                        |                                                                          |
| 10-9-2013                                                                | Tbilisi                                                                  | Georgia                                                                  | 0 – 1                                                                    | Finlandia                                                                | Qual. Mondiali 2014                                                      | 1                                                                        |                                                                          |
| 15-10-2013                                                               | Saint-Denis                                                              | Francia                                                                  | 3 – 0                                                                    | Finlandia                                                                | Qual. Mondiali 2014                                                      | -                                                                        |                                                                          |
| 16-11-2013                                                               | Cardiff                                                                  | Galles                                                                   | 1 – 1                                                                    | Finlandia                                                                | Amichevole                                                               | -                                                                        |                                                                          |
| 5-3-2014                                                                 | Győr                                                                     | Ungheria                                                                 | 1 – 2                                                                    | Finlandia                                                                | Amichevole                                                               | 1                                                                        | 90+4’                                                                    |
| 29-5-2014                                                                | Ventspils                                                                | Finlandia                                                                | 0 – 1                                                                    | Lituania                                                                 | Coppa del Baltico 2014                                                   | -                                                                        | 46’                                                                      |
| 31-5-2014                                                                | Ventspils                                                                | Finlandia                                                                | 2 – 0                                                                    | Estonia                                                                  | Coppa del Baltico 2014                                                   | -                                                                        |                                                                          |
| 7-9-2014                                                                 | Tórshavn                                                                 | Fær Øer                                                                  | 1 – 3                                                                    | Finlandia                                                                | Qual. Euro 2016                                                          | 1                                                                        |                                                                          |
| 11-10-2014                                                               | Helsinki                                                                 | Finlandia                                                                | 1 – 1                                                                    | Grecia                                                                   | Qual. Euro 2016                                                          | -                                                                        |                                                                          |
| 14-10-2014                                                               | Helsinki                                                                 | Finlandia                                                                | 0 – 2                                                                    | Romania                                                                  | Qual. Euro 2016                                                          | -                                                                        |                                                                          |
| 14-11-2014                                                               | Budapest                                                                 | Ungheria                                                                 | 1 – 0                                                                    | Finlandia                                                                | Qual. Euro 2016                                                          | -                                                                        |                                                                          |
| 18-11-2014                                                               | Žilina                                                                   | Slovacchia                                                               | 2 – 1                                                                    | Finlandia                                                                | Amichevole                                                               | -                                                                        |                                                                          |
| 29-3-2015                                                                | Belfast                                                                  | Irlanda del Nord                                                         | 2 – 1                                                                    | Finlandia                                                                | Qual. Euro 2016                                                          | -                                                                        |                                                                          |
| 9-6-2015                                                                 | Turku                                                                    | Finlandia                                                                | 0 – 2                                                                    | Estonia                                                                  | Amichevole                                                               | -                                                                        |                                                                          |
| 13-6-2015                                                                | Helsinki                                                                 | Finlandia                                                                | 0 – 1                                                                    | Ungheria                                                                 | Qual. Euro 2016                                                          | -                                                                        |                                                                          |
| 26-3-2016                                                                | Breslavia                                                                | Polonia                                                                  | 5 – 0                                                                    | Finlandia                                                                | Amichevole                                                               | -                                                                        | 78’                                                                      |
| 29-3-2016                                                                | Oslo                                                                     | Norvegia                                                                 | 2 – 0                                                                    | Finlandia                                                                | Amichevole                                                               | -                                                                        | 72’                                                                      |
| 1-6-2016                                                                 | Bruxelles                                                                | Belgio                                                                   | 1 – 1                                                                    | Finlandia                                                                | Amichevole                                                               | -                                                                        |                                                                          |
| 6-6-2016                                                                 | Verona                                                                   | Italia                                                                   | 2 – 0                                                                    | Finlandia                                                                | Amichevole                                                               | -                                                                        |                                                                          |
| 5-9-2016                                                                 | Turku                                                                    | Finlandia                                                                | 1 – 1                                                                    | Kosovo                                                                   | Qual. Mondiali 2018                                                      | -                                                                        | 53’                                                                      |
| Totale                                                                   |                                                                          | Presenze                                                                 | 73                                                                       |                                                                          | Reti                                                                     | 5                                                                        |                                                                          |

## Palmarès

### Club

#### Competizioni nazionali
- Campionato ucraino: 1

Dinamo Kiev: 2008-2009
- Supercoppa d'Ucraina: 2

Dinamo Kiev: 2009, 2011
- Coppa di Russia: 1

Rubin Kazan': 2011-2012
- Supercoppa di Russia: 2

Rubin Kazan': 2012, 2014
- Campionato russo: 1

CSKA Mosca: 2015-2016